# Tona (Spagna)
Tona è un comune spagnolo di 7 984 abitanti situato nella comunità autonoma della Catalogna.